# Сас, Андраш
Андрас Сзасз (рум. András Szász; род. 24 января 1994, Одорхеи-Секуеск)  — румынский гандболист, выступающий за румынский клуб CSM București и сборную Румынии.

## Карьера

#### Клубная
Андрас Сзасз начинал профессиональную карьеру в румынском клубе ГК Одорхеи. В 2015 году Андрас Сзасз, в составе Одорхеи, выиграл кубок вызова ЕГФ.

#### Сборная
Андрас Сзасз выступает за сборную Румынии.

## Награды
- Обладатель кубка вызова ЕГФ: 2015

## Статистика
Статистика Андрас Сзасз в сезоне 2016/17 указана на 1 марта 2017 года.
| Сезон   | Клуб               | Лига            | Матчи | Голы   | Голы   | Голы  |
| Сезон   | Клуб               | Лига            | Матчи | С игры | 7-метр | Всего |
| ------- | ------------------ | --------------- | ----- | ------ | ------ | ----- |
| 2016/17 | ГК Одорхеи Секуеск | Liga Națională: | 18    | 33     | 0      | 33    |